# Chloroneda metallica
Chloroneda metallica is een keversoort uit de familie lieveheersbeestjes (Coccinellidae). De wetenschappelijke naam van de soort is voor het eerst geldig gepubliceerd in 1974 door Crotch.